# The Rarities (album de Mariah Carey)
Albums de Mariah Carey
The Live Debut – 1990
(2020)
The Rarities est la huitième compilation de l'auteure-compositrice-interprète Mariah Carey sortie le 2 octobre 2020 chez Columbia et Legacy Record. Il coïncide avec la promotion de son trentième anniversaire de carrière depuis la sortie de son premier album Mariah Carey (1990) et également la sortie de son livre biographique The meaning of Mariah.
Il comporte également des titres exclusifs jamais dévoilés dans un premier disque avec « une importance personnelle et une signification » pour Carey. Certains des titres sont commentés dans son livre. L'album comporte également un second disque audio de son concert au Tokyo Dome de Tokyo le 7 mars 1996 durant la tournée internationale Daydream,. Un disque blu-ray comportant des images exclusives du concert sont sorties uniquement au Japon.